# داريل باين
داريل باين (بالإنجليزية: Darryl Payne)‏ هو منتج أسطوانات وملحن وكاتب أغاني أمريكي، ولد في 1961.